# وصایاء قدسیه
وصایاء قدسیه نام کتابی است به زبان عربی در جستارهای صوفیانه نوشته شده توسط ابی بکر محمد بن محمد با علی شیخ زین‌الدین خوافی.
یکی از دستنوشته‌های موجود این کتاب متعلق به اواخر ربیع‌الاول ۹۵۴ برابر با آوریل ۱۵۴۷ است.